# Dolichopus pernix
Dolichopus pernix är en tvåvingeart som beskrevs av Axel Leonard Melander och Charles Thomas Brues 1900. Dolichopus pernix ingår i släktet Dolichopus och familjen styltflugor. Inga underarter finns listade i Catalogue of Life.